# Pterocaesio
Pterocaesio is een geslacht van straalvinnige vissen uit de familie van fuseliers (Caesionidae). Het geslacht is voor het eerst wetenschappelijk beschreven in 1875 door Bleeker.

## Soorten
- Pterocaesio capricornis (Smith & Smith 1963)
- Pterocaesio chrysozona (vier 1830) – Geelbandfuselier
- Pterocaesio digramma (Bleeker 1865)
- Pterocaesio flavifasciata Allen & Erdmann, 2006
- Pterocaesio lativittata (Carpenter 1987)
- Pterocaesio marri (Schultz 1953)
- Pterocaesio monikaeAllen & Erdmann, 2008
- Pterocaesio pisang (Bleeker 1853)
- Pterocaesio randalli (Carpenter 1987)
- Pterocaesio tessellata (Carpenter 1987)
- Pterocaesio tile (Cuvier 1830)
- Pterocaesio trilineata (Carpenter 1987)